# Persone di nome Tadeusz
| Questa pagina contiene informazioni ricavate automaticamente dalle voci biografiche con l'ausilio del template Bio e di un bot. L'aggiornamento è periodico e automatico e ricostruisce completamente la pagina. Se manca una persona in questa lista, sei pregato di non aggiungerla, ma accertati piuttosto che la sua voce biografica contenga il template Bio e che i dati anagrafici siano correttamente compilati. Se il template Bio manca, inseriscilo tu stesso o, in alternativa, metti l'avviso {{tmp\|Bio}} che ne segnala la mancanza. Se i dati riportati sono sbagliati, correggi direttamente la voce biografica; le modifiche saranno visibili in questa lista entro pochi giorni. Per chiarimenti vedi il progetto antroponimi. La lista contiene solo le 64 persone che sono citate nell'enciclopedia e per le quali è stato implementato correttamente il template Bio. Pagina aggiornata al 16 ott 2024. |

Questa è una lista di persone presenti nell'enciclopedia che hanno il prenome Tadeusz, suddivise per attività principale.

## Allenatori di pallacanestro(1)
- Tadeusz Huciński, allenatore di pallacanestro polacco (Bytom, n. 1949 - Danzica, † 2021)

## Allenatori di tennis(1)
- Tadeusz Nowicki, allenatore di tennis e ex tennista polacco (Łódź, n. 1946)

## Arcivescovi cattolici(2)
- Tadeusz Kondrusiewicz, arcivescovo cattolico bielorusso (Odelsk, n. 1946)
- Tadeusz Wojda, arcivescovo cattolico polacco (Kowala, n. 1957)

## Astisti(1)
- Tadeusz Ślusarski, astista polacco (Żary, n. 1950 - Przybiernów, † 1998)

## Attori(2)
- Tadeusz Janczar, attore polacco (Varsavia, n. 1926 - Varsavia, † 1997)
- Ted Knight, attore statunitense (Terryville, n. 1923 - Glendale, † 1986)

## Aviatori(1)
- Tadeusz Góra, aviatore e militare polacco (Cracovia, n. 1918 - Świdnik, † 2010)

## Biochimici(1)
- Tadeusz Reichstein, biochimico polacco (Włocławek, n. 1897 - Basilea, † 1996)

## Calciatori(7)
- Tadeusz Dolny, ex calciatore polacco (Sobótka, n. 1958)
- Tadeusz Gebethner, calciatore, dirigente sportivo e partigiano polacco (Varsavia, n. 1897 - Magdeburgo, † 1944)
- Tadeusz Kraus, calciatore e allenatore di calcio cecoslovacco (Třinec, n. 1932 - † 2018)
- Tadeusz Nowak, ex calciatore polacco (Trzcinsko, n. 1944)
- Tadeusz Polak, ex calciatore polacco (Kleinreifling, n. 1944)
- Tadeusz Socha, ex calciatore polacco (Breslavia, n. 1988)
- Tadeusz Synowiec, calciatore polacco (n. 1889 - † 1960)

## Cestisti(4)
- Tadeusz Blauth, ex cestista polacco (Varsavia, n. 1939)
- Tadeusz Grygiel, cestista polacco (n. 1954 - † 2022)
- Tadeusz Pacuła, cestista polacco (Cracovia, n. 1932 - Cracovia, † 1984)
- Tadeusz Ulatowski, cestista e allenatore di pallacanestro polacco (Łódź, n. 1923 - Varsavia, † 2012)

## Ciclisti su strada(1)
- Tadeusz Mytnik, ex ciclista su strada polacco (Nowice, n. 1949)

## Compositori(1)
- Tadeusz Baird, compositore polacco (Grodzisk Mazowiecki, n. 1928 - Varsavia, † 1981)

## Economisti(2)
- Tadeusz Rybczynski, economista polacco (Leopoli, n. 1923 - Londra, † 1998)
- Tadeusz Truskolaski, economista, politico e esperantista polacco (Stare Kapice, n. 1958)

## Farmacisti(1)
- Tadeusz Pankiewicz, farmacista polacco (Sambir, n. 1908 - Cracovia, † 1993)

## Filosofi(1)
- Tadeusz Kotarbiński, filosofo e logico polacco (Varsavia, n. 1886 - Varsavia, † 1981)

## Generali(2)
- Tadeusz Kutrzeba, generale polacco (Cracovia, n. 1885 - Londra, † 1947)
- Tadeusz Pełczyński, generale polacco (Varsavia, n. 1892 - Londra, † 1985)

## Gesuiti(1)
- Tadeusz Brzozowski, gesuita polacco (Königsberg, n. 1749 - Polack, † 1820)

## Giornalisti(1)
- Tadeusz Mazowiecki, giornalista e politico polacco (Płock, n. 1927 - Varsavia, † 2013)

## Inventori(1)
- Tad Krzanowski, inventore polacco (Krosno)

## Lottatori(2)
- Tadeusz Michalik, lottatore polacco (n. 1991)
- Tadeusz Trojanowski, lottatore polacco (Straszów, n. 1933 - Varsavia, † 1997)

## Martellisti(1)
- Tadeusz Rut, martellista e discobolo polacco (Przeworsk, n. 1931 - Varsavia, † 2002)

## Militari(1)
- Tadeusz Sawicz, militare e aviatore polacco (Varsavia, n. 1914 - Toronto, † 2011)

## Pittori(2)
- Tadeusz Ajdukiewicz, pittore polacco (Wieliczka, n. 1852 - Cracovia, † 1916)
- Tadeusz Kantor, pittore, scenografo e regista teatrale polacco (Wielopole Skrzyńskie, n. 1915 - Cracovia, † 1990)

## Poeti(2)
- Tadeusz Gajcy, poeta polacco (Varsavia, n. 1922 - Varsavia, † 1944)
- Tadeusz Różewicz, poeta, drammaturgo e scrittore polacco (Radomsko, n. 1921 - Breslavia, † 2014)

## Politici(3)
- Tadeusz Bor Komorowski, politico e generale polacco (Leopoli, n. 1895 - Londra, † 1966)
- Tadeusz Romer, politico e diplomatico polacco (Kaunas, n. 1894 - Montreal, † 1978)
- Tadeusz Tomaszewski, politico polacco (Sacin, n. 1881 - Londra, † 1950)

## Presbiteri(1)
- Tadeusz Rydzyk, presbitero, politico e conduttore radiofonico polacco (Olkusz, n. 1945)

## Pugili(1)
- Tadeusz Walasek, pugile polacco (Elzbiecin, n. 1936 - † 2011)

## Saltatori con gli sci(1)
- Tadeusz Fijas, ex saltatore con gli sci polacco (n. 1960)

## Schermidori(2)
- Tadeusz Friedrich, schermidore polacco (Nowy Sącz, n. 1903 - Cracovia, † 1976)
- Tadeusz Piguła, ex schermidore polacco (Konin, n. 1952)

## Scrittori(6)
- Tadeusz Borowski, scrittore, poeta e giornalista polacco (Žytomyr, n. 1922 - Varsavia, † 1951)
- Tadeusz Dołęga-Mostowicz, scrittore e giornalista polacco (Okuniewo, n. 1898 - Kuty, † 1939)
- Tadeusz Konwicki, scrittore e regista polacco (Naujoji Vilnia, n. 1926 - Varsavia, † 2015)
- Tadeusz Miciński, scrittore, poeta e drammaturgo polacco (Łódź, n. 1873 - Čeryhow, † 1918)
- Tadeusz Nowak, scrittore e poeta polacco (Wietrzychowice, n. 1930 - Skierniewice, † 1991)
- Tadeusz Boy-Żeleński, scrittore e traduttore polacco (Varsavia, n. 1874 - Leopoli, † 1941)

## Slittinisti(1)
- Tadeusz Radwan, slittinista polacco (Koziniec, n. 1945 - Bielsko-Biała, † 2003)

## Sollevatori(3)
- Tadeusz Dembończyk, sollevatore polacco (Tarnowskie Góry, n. 1955 - Tarnowskie Góry, † 2004)
- Tadeusz Golik, ex sollevatore polacco (Różyna, n. 1952)
- Tadeusz Rutkowski, ex sollevatore polacco (Cracovia, n. 1951)

## Storici(1)
- Tadeusz Korzon, storico polacco (Minsk, n. 1839 - Varsavia, † 1918)

## Vescovi cattolici(4)
- Tadeusz Kusy, vescovo cattolico polacco (Cieszyn, n. 1951 - Kaga-Bandoro, † 2024)
- Tadeusz Lityński, vescovo cattolico polacco (Kożuchów, n. 1962)
- Tadeusz Płoski, vescovo cattolico polacco (Lidzbark Warmiński, n. 1956 - Smolensk, † 2010)
- Tadeusz Rakoczy, vescovo cattolico polacco (Gilowice, n. 1938)

## Vescovi vetero-cattolici(1)
- Tadeusz Majewski, vescovo vetero-cattolico polacco (Varsavia, n. 1926 - Varsavia, † 2002)

## Senza attività specificata(1)
- Tadeusz Lehr-Spławiński, slavista polacco (Cracovia, n. 1891 - Cracovia, † 1965)